# Правец 82
Правец 82 е български 8-битов персонален компютър от серията Правец.

## История
През 1980 г. в ИТКР е създаден ИМКО-1, първият български персонален компютър. Името на научната разработка на Иван Марангозов идва от Индивидуален МикроКОмпютър. Следва разработката на ИМКО-2, който е преименуван на „Правец-82“ и през 1983 г. започва серийното му производство в Приборостроителния завод в Правец, по-късно разширен и превърнат в Комбинат по микропроцесорна техника – Правец.
Правец 82 и ИМКО-2 са идентични на апаратно ниво, като Правец 82 е комерсиалният вариант на ИМКО-2. Разликата между двата модела е в това, че кутията на ИМКО-2 е оцветена в зелено и бежово или кафяво и бежово и хоризонталните капаци са метални, а не пластмасови както при Правец 82. Кутията на Правец 82 е жълта с релеф по нея. Друга разлика между ИМКО-2 и Правец-82 е, че при включването си ИМКО-2 изписва „ИМКО 2“, а Правец-82 изписва „ПРАВЕЦ“ на най-горния ред в средата. ИМКО-2 е произвеждан от ИТКР на БАН, а Правец 82 се е произвеждал от Прибостроителния завод в гр. Правец.

## Характеристики
Правец 82 следва компютърната архитектура на Apple II и двете системи са съвместими . Дизайнът на компютъра е български и наподобява оригиналният Apple II Plus. Притежава 1 или 2 флопи дискови устройства 5.25 инча, което позволява лесен обмен на файлове и данни. Това е едно от нововъведенията на ИМКО-2 за разлика от ИМКО-1. Компютърът е с вграден интерпретатор на BASIC, ОЗУ/ПЗУ – 48/12 kB; Компютърът използва процесор 6502 с тактова честота 1,018 MHz.
Произвеждал се е и във военен вариант – с метална кутия и включващ две допълнителни платки, позволяващи свързване към стандартните армейски радиостанции с цел предаване на сигнал по безжичен път от и към същия вид машина, със скорост до 300 bps. Едната платка се е грижела за предаването, а другата за приемането на данните.
| RAM                     | 48kiB                                                                       |
| ROM                     | 12kiB                                                                       |
| FDD                     | 5,25 устройство с 256 kiB памет                                             |
| CPU                     | 6502/1,018 MHz                                                              |
| Разделителна способност | 40х40 (GR), 280x192 (HGR)                                                   |
| OS                      | Apple DOS, Apple ProDOS (със специална платка 16 kiB за разширяване на RAM) |
| Монитор                 | черно/бял или зелено-черен с RGB изход                                      |

## Производство
Първата по-голяма серия от персонални компютри Правец-82 е произведена през 1983 от Приборостроителния завод в Правец (от 1985 – Научно-производствен комбинат за микропроцесорна техника) и това поставя начало на нов етап в производството на компютри в България. За разлика от произвежданите дотогава големи специализирани машини този модел отговаря на новата тенденция да се предостави компютър на обикновения потребител.